# دوار المحطة (بانياس)
دوَّار المحطة الحرارية أو دوَّار محطة البلدية وحديثاً ساحة الحرية هي إحدى الساحات الرئيسية في مدينة بانياس الساحلية شمال غرب سوريا، تقع على مقربةٍ من المحطة الحرارية. اشتٌهِرت الساحة بأنها كانت موقع أول مظاهرات الثورة السورية في بانياس، التي بدأت من جامع الرحمن بقيادة إمامه أنس عيروط وبمشاركة 3,000 شخص، ساروا إلى الساحة واعتصموا فيها لعدَّة ساعاتٍ وأذاعوا منها عدة مطالب إلى أمن الدولة. وفيما بعد أصبحت الساحة رمزاً للثورة بالمدينة، وأصبحت تسمَّى ساحة الحرية.